# Bahía de Botnia
La bahía de Botnia (en sueco: Bottenviken; en finés: Perämeri) es una bahía del mar Báltico, la parte más septentrional del golfo de Botnia, localizada entre el oeste de Finlandia y el este de Suecia.

## Geografía

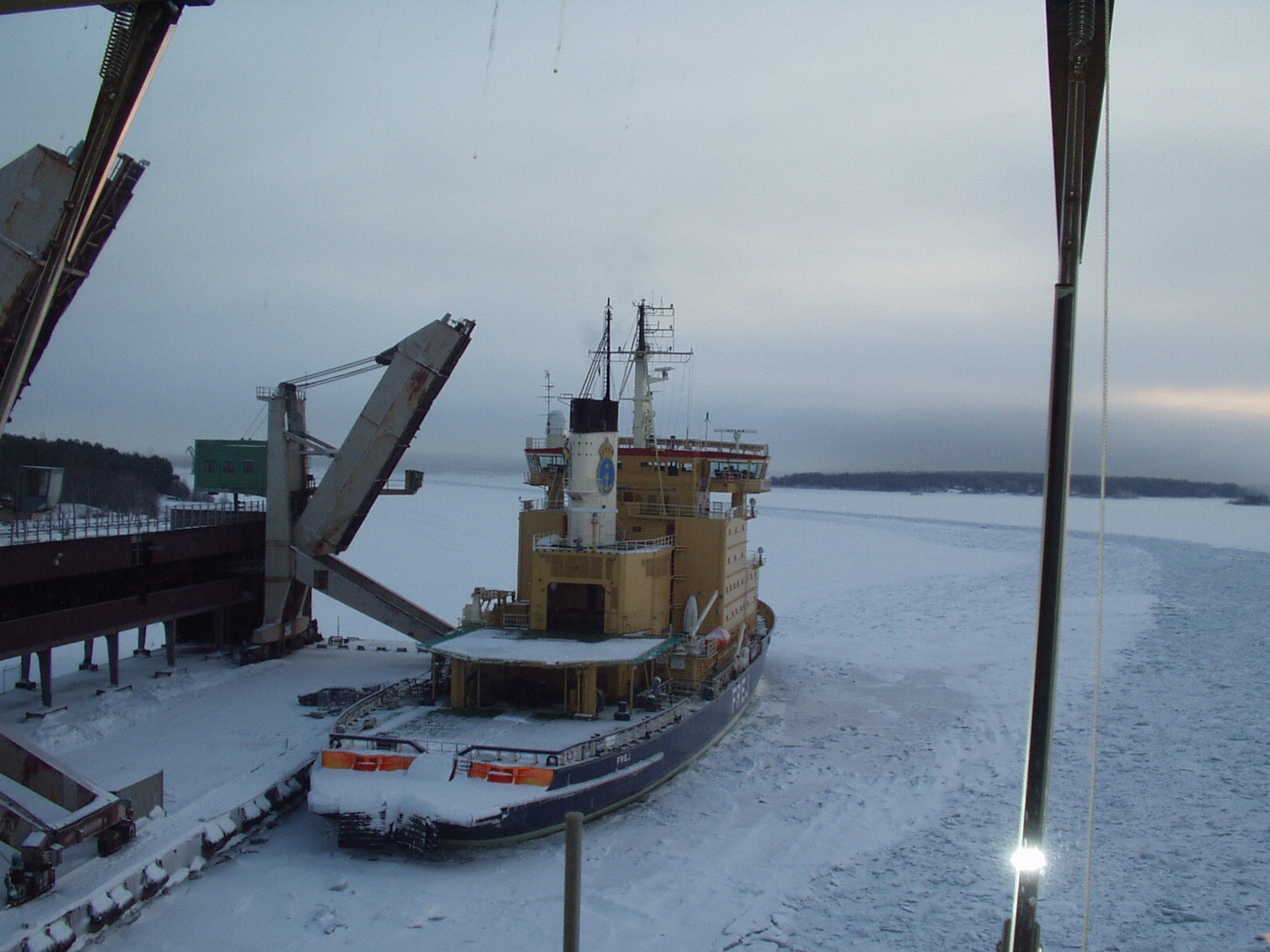
Rompehielos en Luleå, Suecia (2004).

Se suele considerar que el límite sur de la bahía es una línea entre la desembocadura del río Rickleån, en la costa sueca, y el extremo más oriental de la pequeña península de Kokkola.
Las aguas de la bahía son poco profundas, bastante frías y dada la gran cantidad de ríos que drenan en ella, tienen muy poca salinidad, 0,2-0,4%, lo que hace que pueden vivir en sus aguas incluso diversas especies de peces de agua dulce y que en algunas zonas el agua sea apta para el consumo humano.
Permanece helada unos 120 días al año, durante unos 4 meses, alcanzando las zonas más septentrionales un espesor de hasta 1 m. Se emplean buques rompehielos para abastecer ciertos suministros a algunos puertos. Esta última característica obligó a la construcción de un ferrocarril desde Kiruna y Gallivare, cerca de la frontera con Noruega para enlazar con el puerto de Narvik, también en Noruega, que permanece abierto todo el año a la navegación, a pesar de encontrarse más al norte que la Bahía de Botnia (). Las ciudades de Kiruna y Gallivare constituyen el centro más importante de la minería e industria siderúrgica de Suecia, con base en la explotación de ricos yacimientos de magnetita, un mineral de hierro de gran calidad y que ha dado origen al término de acero sueco, sinónimo de un acero especial de gran valor económico. Pero la primitiva línea de ferrocarril entre Kiruna y Lulea en la bahía de Botnia, quedaba interrumpida durante algún tiempo durante el invierno ártico, no tanto en el trayecto terrestre sino en la navegación marítima.

## Localidades a orillas del golfo
Algunas de las localidades más importantes en la bahía son:
- Suecia: Skellefteå, Piteå y Luleå (45.467 hab. en 2005);

- En Finlandia: Tornio (22.457 hab. en 2009), Kemi (22.651 hab.), Oulu (137.360 hab.), Raahe y Kokkola (45.766 hab.)

## Ríos tributarios del golfo
la bahía de Botnia drena la parte septentrional de Suecia y parte de la Finlandia noroccidental. Los principales ríos son, yendo de oeste a este, esto es, desde el extremo suroccidental, en Suecia, en sentido antihorario, los siguientes:
- en Suecia:

- río Rickleån, en la costa de la provincia de Västerbotten;
- río Skellefte (Skellefteälven), en Västerbotten, con una longitud de 410 km;
- río Byske (Byskeälven), en la provincia de Norrbotten;
- río Aby (Abyälven), en Norrbotten, con una longitud de 165 km;
- río Pite (Piteälven), en Norrbotten, con una longitud de 400 km;
- río Lule (Luleälven), en Norrbotten, con una longitud de 460,8 km;
- río Råne (Råneälven), en Norrbotten;
- río Kalix (Kalixälven), en Norrbotten, con una longitud de 460,6 km;
- río Sangi (Sangisälven), en Norrbotten;

- frontera Suecia-Finlandia:

- río Torne (Torneälven), con una longitud de 570 km;

- en Finlandia:

- río Simojoki;
- río Livojoki;
- río Kiiminginjoki;
- río Siikajoki;
- río Pyhajoki;
- río Kalajoki;
- río Lestijoki;
- río Pernhonjoki;

## Especialidad culinaria
La parte sueca de la Bahía de Botnia tiene un archipiélago grande donde se produce Kalix löjrom, una especialidad culinaria con Indicación Geográfica Protegida de la UE (Kalix es una ciudad sueca de la Bahía de Botnia). Se trata básicamente de huevas de corégono blanco, pero debido a la gran afluencia de agua dulce de los ríos se ha transformado el sabor de los huevos de peces, haciéndolos únicos en sabor en esta área.
Los ríos de la Laponia sueca son grandes y echan enormes cantidades de agua dulce en la Bahía de Botnia, más de 40 millones de metros cúbicos al año. En el lado finlandés de la bahía la entrada de agua dulce es menor, el fondo es de piedra y poco profundo, así que no es una buena tierra de desove de corégono blanco. Kalix löjrom es específico de la parte sueca de la Bahía de Botnia.